# Melvyn J. Shochet
Melvyn Jay „Mel“ Shochet (* 31. Oktober 1944 in Philadelphia, Pennsylvania) ist ein US-amerikanischer Physiker an der University of Chicago.
Shochet erwarb 1966 an der University of Pennsylvania einen Bachelor und 1972 an der Princeton University einen Master und mit der Arbeit An experimental study of the two-photon decays of the neutral K mesons bei dem späteren Nobelpreisträger James W. Cronin einen Ph.D. in Physik. Seit 1972 ist er am Enrico Fermi Institute der University of Chicago, zunächst als Forschungsassistent und Dozent, seit 1985 als Professor. Hier ist er heute (Stand 2018) Kersten Distinguished Service Professor of Physics. 1978 erhielt er ein Forschungsstipendium der Alfred P. Sloan Foundation (Sloan Research Fellowship).
Melvyn Shochet befasst sich mit Hochenergiephysik. So konnte er am CDF des Fermi National Accelerator Laboratory bei Chicago das Top-Quark nachweisen und wesentliche seiner Eigenschaften bestimmen und Grundannahmen des Standardmodells der Teilchenphysik überprüfen. Er arbeitet (Stand 2018) am ATLAS-Detektor, der zum Large Hadron Collider des CERN bei Genf gehört.
2005 wurde Shochet in die American Academy of Arts and Sciences gewählt, 2006 in die National Academy of Sciences und 2012 in die American Association for the Advancement of Science.